# Schöner Gigolo, armer Gigolo
"Schöner Gigolo, armer Gigolo" är en sång skriven av Leonello Casucci (musik) och Julius Brammer (text). Den publicerades 1929 på Boheme Verlag, och försågs samma år med text på engelska av Irving Caesar som "Just a Gigolo". Den spelades senare in på svenska av Ingmar Nordströms som "Gösta Gigolo", med svensk text av Östen Warnerbring, på albumet Saxparty 12 1985. Den engelskspråkiga versionen förekommer i Just Dance 2014 som spelbar låt. Många tradjazzband spelar låten. Inspelningar finns t.ex. med Louis Armstrong, Papa Bue's Viking Jazz Band och Duke Heitgers New Orleans Band. En känd version är Louis Primas inspelning 1956 som medley med "I Ain't Got Nobody".

### Fotnoter
1. ↑  ”Saxparty 12”. Svensk mediedatabas. 30 maj 1985. http://smdb.kb.se/catalog/id/001890300. Läst 3 juni 2013.